# Kévin Grau
Pour les articles homonymes, voir Grau (homonymie).
Kévin Grau, né le 22 mai 1980 à Nîmes, est un footballeur français. Il évolue au poste de gardien de but. Il mesure 1,85 m pour 80 kg.

## Clubs successifs
- 1999-2003 : Nîmes Olympique B ( France)
- 2003-2004 : Varzim Sport Club (D2  Portugal)
- 2004-2005 : US Raon ( France)
- 2005-2006 : Grenoble Foot ( France)
- 2006-2008 : ES Troyes AC ( France)
- 2012-2016 : Réal Aguilas ( France)